# Syzygium polycladum
Syzygium polycladum är en myrtenväxtart som beskrevs av Elmer Drew Merrill och Lily May Perry. Syzygium polycladum ingår i släktet Syzygium och familjen myrtenväxter. Inga underarter finns listade i Catalogue of Life.